# Pohnpei (wyspa)
Pohnpei – główna wyspa mikronezyjskiego stanu Pohnpei, zamieszkana przez około 34 tys. osób, czyli znaczną większość mieszkańców stanu. Jest to najbardziej kosmopolityczna z wysp wchodzących w skład Sfederowanych Stanów Mikronezji – przebywają tu migranci z innych wysp kraju. Dlatego ludność miejscowa posługuje się, poza językami pohnpei i angielskim, również językami: chuuk, mokil, mortlock, ngatik, kapingamarangi, nukuoro, pingelap i innymi. Na wyspie znajduje się zarówno stolica stanu (Kolonia – ok. 7000 mieszkańców) jak i stolica Mikronezji (Palikir – ok. 7300 mieszkańców). Pod względem administracyjnym wyspa dzieli się na 6 municypiów (gmin): Kitti, Kolonia, Madolenihmw, Nett, Sokehs (ze stolicą kraju) i U (nazwa ta czasem jest zapisywana jako Uh). 
Na wyspie znajduje się najwyższe wzniesienie kraju – Dolohmwar (791 m n.p.m.). Wyspa główna otoczona jest kilkudziesięcioma mniejszymi wyspami i wysepkami, z których największe to: Dekehtik (na niej znajduje się największe lotnisko kraju), Parempei, Mwahnd Peidak, Mwahnd Peidi, Dehpehk i Temwen. Tylko niektóre z tych wysp są zamieszkane.
Na Pohnpei znajdują się starożytne ruiny Nan Madol – nazywane „Wenecją Pacyfiku”.